# Harmilla hawkeri
Harmilla hawkeri är en fjärilsart som beskrevs av James John Joicey och Talbot 1926. Harmilla hawkeri ingår i släktet Harmilla och familjen praktfjärilar. Inga underarter finns listade i Catalogue of Life.